# 名鉄NX運輸

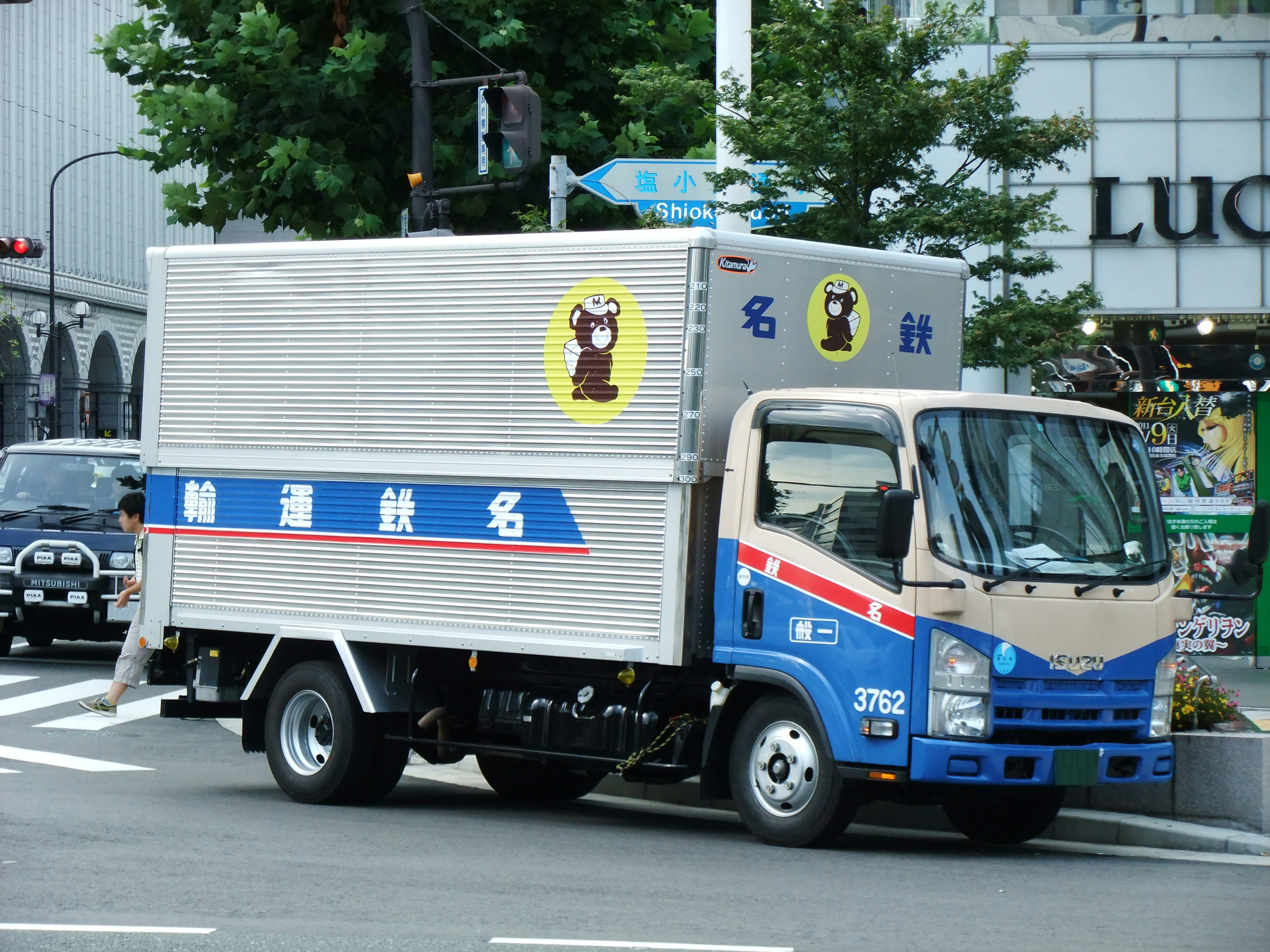
名鉄NX運輸のトラック

名鉄NX運輸株式会社（めいてつエヌエックスうんゆ、英: Meitetsu NXTransportation Co., Ltd.）は、愛知県名古屋市東区に本社を置く名鉄グループの総合物流事業者である。旧社名は名鉄運輸株式会社。

## 概要
一般運送業のほか、航空便（名鉄ゴールデン航空が配送）、引越し運送なども取り扱っている。宅配便に関しては荷物量の減少に伴い、2009年（平成21年）より法人からの荷物受託のみ（配送はJPエクスプレスが行う）の取り扱いとなった。
こぐまのマスコットが目印である。宅配便を取り扱っていた1980年代には、小原乃梨子がこぐま役で声の出演を務めたアニメーションのテレビCMが放送されていた。
日本全国に路線網があるが、信州地区についてはグループ会社である信州名鉄運輸が取り扱うため、本体の路線網には含まれていない。
日本通運との資本提携により「アロー便」の集配を委託されている地域がある。また、一部の貨物を西濃運輸に委託する場合がある。
2022年2月7日、親会社の名古屋鉄道が同社に対し株式公開買い付け（TOB）を実施すると発表。翌8日から3月24日にはTOBが成立し、6月14日付で上場廃止となった。

## 沿革
- 1943年（昭和18年）6月1日 - 一宮運輸株式会社として設立[1]。
- 1945年（昭和20年）4月 - 名古屋鉄道が設立した名岐運輸を吸収合併、蘇東運輸株式会社へ商号変更[1]。
- 1960年（昭和35年）4月 - 名鉄運輸株式会社へ商号変更[1]。
- 1976年（昭和51年）8月 - 名古屋証券取引所市場第二部に株式上場[1]。
- 2010年（平成22年）4月 - 名古屋鉄道より和歌山名鉄運輸の株式を取得し子会社化[1]。
- 2011年（平成23年）
  - 3月11日 - 東日本大震災により宮城県沿岸部を中心に営業していたグループ会社の三陸貨物が気仙沼営業所、志津川営業所、亘理営業所を津波で流出。その後、三陸貨物は解散し名鉄運輸、東北名鉄運輸が業務を継承した。
  - 10月 - 名古屋鉄道より四国名鉄運輸の株式を取得し子会社化[1]。
- 2015年（平成27年）12月25日 - 日本通運と資本業務提携契約および株式譲渡契約を締結[1][6]。
- 2016年（平成28年）4月1日 - 株式交換により信州名鉄運輸を完全子会社化[1][7]。
- 2017年（平成29年）
  - 1月26日 - 子会社の北海道名鉄運輸が同じく子会社の東北名鉄運輸から事業を譲り受け、北海道東北名鉄運輸へ商号変更[1][8]。
  - 4月1日 - 子会社の関東名鉄急配が同じく子会社の関東名鉄カーゴサービスおよび東京名鉄カーゴサービスを吸収合併し、関東名鉄運輸株式会社へ商号変更[1]。同日、子会社の和歌山名鉄運輸が同じく子会社の大阪名鉄急配を吸収合併し、関西名鉄運輸へ商号変更[1][8]。
- 2018年（平成30年）4月 - 子会社の北陸名鉄運輸が、北陸名鉄急配を吸収合併[1]。
- 2019年（令和元年）10月 - 子会社の信州名鉄運輸が、信州名鉄運送および信州名鉄流通を吸収合併[1]。
- 2020年（令和2年）9月23日 - 名鉄トラックターミナル関西の営業を開始[9]。
- 2022年（令和4年）
  - 3月31日 - 親会社の名古屋鉄道が株式公開買付け（TOB）を実施し、70.11%の株式を取得。第二位株主の日本通運保有株式を加えると90.19%となる[10]。
  - 6月14日 - 名古屋証券取引所市場第二部の上場廃止[5]。
  - 6月16日 - 株式併合により、株主が名古屋鉄道及び日本通運のみとなる[11]。
- 2024年（令和6年）4月1日 ‐ 日本通運から、NXトランスポート株式会社の全株式を取得。
- 2025年（令和7年）1月1日 - NXグループとの特別積合せ運送事業の統合に伴い、名鉄NX運輸株式会社に商号を変更。これと同時に特別積合せ運送事業の商品名を「こぐまアロー便」と称する[12]。

## 事業所
- 本社（愛知県名古屋市東区）
- 北関東支社（栃木県足利市）
- 東京支社（東京都江戸川区）
- 名古屋支社（愛知県小牧市）
- 大阪支社（大阪府大阪市西淀川区）

## 関連会社
連結子会社
- 信州名鉄運輸
- 新潟名鉄運輸
- 山梨名鉄運輸
- 関東名鉄運輸
- 九州名鉄運輸
- 四国名鉄運輸
- 中国名鉄運輸
- 北海道東北名鉄運輸
- 北陸名鉄運輸
- 名鉄急配
- 名鉄ゴールデン航空
- 名鉄流通
- 関西名鉄運輸
- 高知名鉄急配
- 四国名鉄運送
- 徳島名鉄急配
- 南予名鉄急配
- 松山名鉄急配
- 東北名鉄スタッフサービス
- トーハイ

持分法適用会社
- 中京通運

## 連絡運輸企業
- 宮崎中央運輸
- 福山通運
- 立木運輸